# Loc desemnat pentru recensământ (SUA)

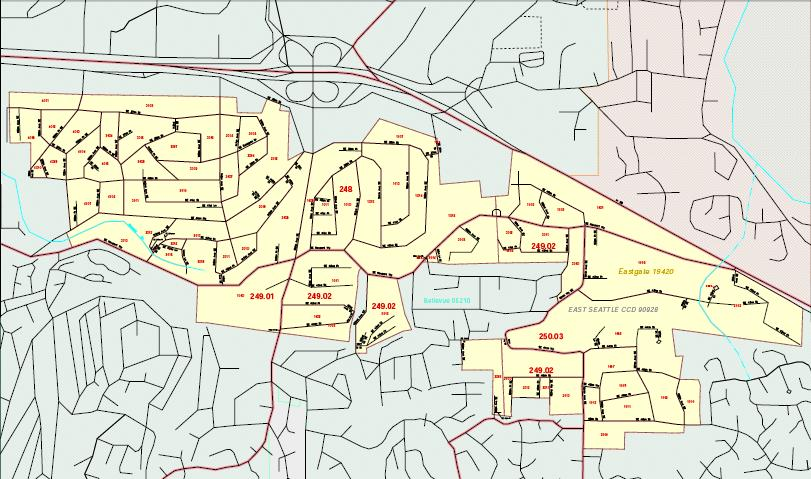
Eastgate, statul

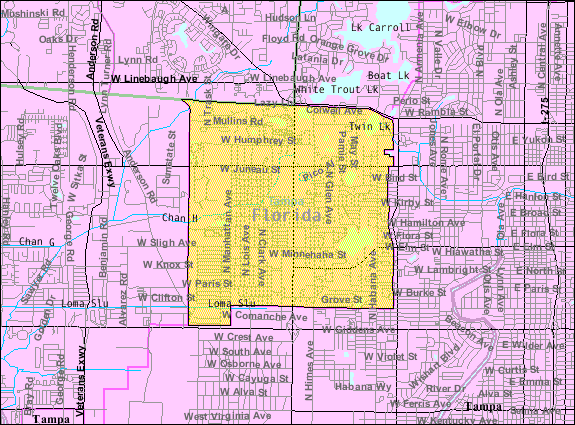
Egypt Lake-Leto, statul

Un loc desemnat pentru recensământ (LDR) (în engleză census-designated place, cunoscut în limba engleză și prin acronimul CDP) este zonă locuită care prezintă o anumită concentrare de populație, identificată de către United States Census Bureau pentru scopuri statistice.
Aceste locuri desemnate pentru recenzare (CDPs) sunt recenzate din zece în zece ani, durata stabilită constituțional pentru recensămintele populației în Statele Unite ale Americii, fiind periodic comparate cu populația localităților încorporate, așa cum sunt orașele, târgurile și satele. CDP-urile sunt zone locuite care în ciuda inexistenței unui guvern local, sunt extrem de asemănătoare fizic cu toate localitățile încorporate.
CDP-urile sunt delimitate doar pentru a furniza date referitoare la concentrările de populație care pot fi identificate după nume dar sunt, de fapt, localități neîncorporate (în engleză unincorporated area), aflate sub jurisdicția statului în care se află. Acestea includ comunități rurale foarte mici sau așezări cunoscute sub numele de colonii care au fost localități mai mult sau mai puțin efemere aflate de-a lungul graniței dintre Statele Unite și Mexico, stațiuni climaterice neîncorporate și comunități special designate pentru uzul persoanelor aflate la pensie. 
Limitele acestor CDP-uri nu au statut legal.  Ca atare, este perfect posibil ca acet tip de localități să nu aibă delimitări geografice care să fie clare. Oricum, criteriul general stabilit de 2010 Census este ca numele acestor comunități "să fie recunoscute și utilizate în comunicațiile zilnice ale locuitorilor acestor comunități" (conform originalului, "to be the one that is recognized and used in daily communication by the residents of the community") și în nici un caz să fie un nume artificial creat sau "adoptat doar pentru planificare sau alte motive similare" (conform, "a name developed solely for planning or other purposes"). Census 2010 recomanda, de asemenea, ca limitele acestor tipuri de localități să fie cartografiate și plasate pe hărți bazate pe limitele naturale pe care locuitorii le foloseau și pe care aceștia le credeau normale. 
Aceeași agenție a guvernului Statelor Unite, United States Census Bureau, stipulează că locurile desemnate pentru recensământ nu sunt considerate ca localități încorporate, incluzând CDP-urile din statul Hawaii, întrucât acest stat nu are nici un fel de localități urbane încorporate.  În plus, anumite liste de recensământ, din anul de estimare 2007, includeau localitățile de tip CDP din comitatul Arlington, statul  Virginia, pe aceeași listă cu localități încorporate. 

## Vedeți și
- Borough (Statele Unite ale Americii)
- Cătun (Statele Unite ale Americii)
- District civil (Statele Unite ale Americii)
- District desemnat (Statele Unite ale Americii)
- District topografic (Statele Unite ale Americii)
- Localitate neîncorporată (Statele Unite ale Americii)
- Municipalitate (Statele Unite ale Americii)
- Oraș (Statele Unite ale Americii)
- Precinct (Statele Unite ale Americii)
- Rezervație amerindiană (Statele Unite ale Americii)
- Sat (Statele Unite ale Americii)
- Târg (Statele Unite ale Americii)
- Teritoriu neorganizat (Statele Unite ale Americii)
- Township (Statele Unite ale Americii)
- Zonă metropolitană (Statele Unite ale Americii)
- Zonă micropolitană (Statele Unite ale Americii)

respectiv
- Census county division
- Designated place, a counterpart in the Canadian census
- ZIP Code Tabulation Area

## Alte legături interne
- Categorie:Liste de orașe din Statele Unite după stat
- Categorie:Liste de târguri din Statele Unite după stat
- Categorie:Liste de districte civile din Statele Unite după stat
- Categorie:Liste de sate din Statele Unite după stat
- Categorie:Liste de comunități neîncorporate din Statele Unite după stat
- Categorie:Liste de localități dispărute din Statele Unite după stat
- Categorie:Liste de comunități desemnate pentru recensământ din Statele Unite după stat

## Alte referințe
- U.S. Census Bureau, Geography Division, "Cartographic Boundary Files", Census-designated place. Cartographic Operations Branch, 18 iulie 2001.
- U.S. Census Bureau, "Census 2000 Statistical Areas Boundary Criteria", Census Designated Places (CDPs) - Census 2000 Criteria.
- U.S. Census Bureau, Geographic Areas Reference Manual, United States Department of Commerce.